# بشوات
بشوات هي إحدى القرى اللبنانية من قرى قضاء بعلبك في محافظة بعلبك الهرمل.

## أصل التسمية
بشوات كلمة سريانية مركّبة من جزأين “bet shwita”. كلمة “bet” تعني مكان، أما كلمة “shwita” التي تسمّى أيضاً “shawyata” أو “shewa”، فتعني ممهّد مسوي. ويصبح المعنى «المكان الممهّد والمسوي».

## الموقع
تقع بلدة بشوات في قضاء بعلبك في محافظة البقاع (أو محافظة بعلبك الهرمل المستحدثة بموجب القانون رقم 522 تاريخ 16 تموز 2003) على ارتفاع 1,260م عن سطح البحر. تبعد عن العاصمة بيروت مسافة 99 كلم وتبعد عن مركز المحافظة في زحلة 49 كلم وتمتدّ على مساحة 1,446 هكتاراً.
ويمكن الوصول إليها عبر طريق بعلبك - دير الأحمر، عبر طريق عيون السيمان-دير الأحمر، عبر طريق الأرز-عيناتا.

## السكّان
يقدّر عدد السكّان المسجّلين في سجلات الأحوال الشخصية العائدة للبلدة بنحو 1,000 نسمة ينتمون إلى المذهب الماروني. ويوجد في البلدة حوالي 120-150 منزلاً سكنياً و10 مؤسّسات تجارية.

## السلطات المحلّية
يوجد في البلدة مجلس بلدي مؤلّف من 9 أعضاء.

## المعالم الأثرية
تتميّز البلدة بآثار عين بشوات وبالمغارات المحفورة في الصخور والتي تحتوي على نواويس حجرية وجرار فخّارية. واكتشفت أيضاً نقود تعود إلى العصر الروماني، وعثر أيضاً على «صدفة» تدلّ على أن هذه الأرض عرفت نشاطاً إنسانياً منذ العصور القديمة. وتشتهر البلدة بوجود كنيسة عجائبية للسيدة العذراء هي «كنيسة سيدة بشوات» التي تجذب أعداداً كبيرة من الناس الذين يقصدونها من مختلف المناطق والطوائف للتبرّك.

## المؤسّسات التربوية
في البلدة مدرسة رسمية مختلطة هي مدرسة بشوات المتوسّطة الرسمية التي تضمّ 200 تلميذ موزّعين على 12 صفاً.

## النشاطات الاقتصادية
يعتمد السكّان المقيمون في البلدة على الزراعة وتربية المواشي لتأمين معيشتهم، لا سيّما زراعة الحبوب، والأشجار المثمرة، والكرمة. وتشكّل السياحة مصدر دخل لبعض الأسر، خاصّة بعدما أصبحت البلدة مزاراً دينياً مهمّاً. وتأسّست تعاونية زراعية في العام 1985 لتحسين القطاع الزراعي.